# Podgračeno
Podgračeno – wieś w Słowenii, w gminie Brežice. W 2018 roku liczyła 31 mieszkańców.